# Carme Ballesteros Rosa
Carme Ballesteros Rosa   (Terrassa, 22 de juliol de 1967) és una atleta catalana especialitzada en proves de fons.
Abans d'iniciar-se en les curses de fons al final de la dècada de 1990, va practicar l'aeròbic i la gimnàstica artística. Els anys 2002 i 2003, consecutivament, es convertí en campiona de Catalunya de marató. Abans, l'any 2000 havia estat la tercera classificada en el Campionat d'Espanya. Durant la seva trajectòria esportiva ha disputat més de 25 maratons, amb una millor marca de 2:58.56 l'any 2002. Entre aquestes, destaquen la Marató d'Amsterdam de l'any 2000, on fou sisena, i la Marató de Nova York del 2005. Ha estat també dues vegades campiona de Catalunya de curses de muntanya, concretament, els anys 2005 i 2006. També ha guanyat diverses curses populars, com l'emblemàtica cursa Jean Bouin, en les edicions del 1999 i del 2004, el 2007 la Mitja Marató del Pla de l'Estany i la Mitja Marató Ciutat de Vilanova i la Geltrú, la Cursa de la Floresta de Sant Cugat del 2012, els 10 quilòmetres de la Llagosta del 2017, la Cursa DIR de Sant Cugat del 2018.

## Palmarès
- Guanyadora absoluta a la Jean Bouin (1999 i 2004).[9]
- 3a classificada en la media marató de Hannover, Alemanya (1999).
- 3a clas. Campionat d'Espanya de Marató, València (2000).[9]
- Subcampiona de Catalunya de marató (2000 i 2001).
- Subcampiona de Catalunya de mitja marató (2000, 2001, 2002 i 2004).
- 6a classificada a la marató d'Amsterdam (2000).[9]
- Campiona de Catalunya de marató (2002 i 2003).[9]
- 3a classificada al campionat d'Espanya de veterans en 5.000 metres llisos en pista, Gandia (2003).
- 1a classificada en els 10 km de Reykjavík, Islàndia (2003).
- 3a classificada al campionat de Catalunya de 10.000 metres en ruta (2004).
- 2 vegades campiona de Catalunya de carreres de muntanya (2005-2010).[9]
- 1a espanyola a la Marató de Nova York (2005).[9]
- Subcampiona d'Espanya de 3000 m en pista coberta, Saragossa (2009).
- 3a classificada en el campionat d'Espanya de 800 m pista coberta, Saragossa (2009).
- 9a classificada en el mundial de Lahti. Finlàndia en 10 km, pista (2009).
- Subcampiona d'Espanya en 10 km en pista a l'aire lliure, Ascó (2011).
- 1a classificada W-45 1/2 marató de Shanghai, Xina (2015).
- 3a classificada en el campionat de Catalunya de marató Empúries (2018).[9]
- 3a classificada en el campionat de Catalunya de marató, Vies Verdes Girona (2019).
- Campiona de Catalunya W-50 de 10 km en pista a l'aire lliure, Santa Coloma de Gramenet (2019).
- Subcampiona de Catalunya de 3.000 metres en pista coberta, Palau Sant Jordi (2021).
- Subcampiona de Catalunya de 3.000 m a l’aire lliure, Sarraima (2021).
- Campiona de Catalunya de 3.000 m en pista coberta, Sabadell (2022).[9]
- 3a Campionat de Catalunya de cros, Canet de Mar (2022).
- 3a al campionat de Catalunya de 10.000 m lisos a l’aire lliure, Gavà (2022).
- Guanyadora femenina de la cursa del circuit de Montmeló per l’Esclerosi múltiple, (2022).
- Guanyadora femenina de la Trail de Calafell (2022).
- Campiona de Catalunya de 3.000 m llisos en pista a l’aire lliure, Castellar del Vallès (2022).
- 3a al campionat de Catalunya de 5.000 m llisos a l’aire lliure, Castellar del Vallès (2022).
- Subcampiona de Catalunya de 3000 m llisos en pista coberta, Sabadell (2023).
- Subcampiona de Catalunya de cros curt W-55. Sant Hilari de Sacalm (2023).
- Campiona de Catalunya de 10.000 m llisos en pista a l’aire lliure W-55. Olot (2023).
- Guanyadora absoluta femenina de la trail de Llorenç del Penedès (2023).[10]
- Subcampiona W-55 de 10 Km ruta, Vilanova i la Geltru (2023).
- Subcampiona de Catalunya de 3.000 m llisos a l'aire lliure, Serraima (2023).
- Campiona de Catalunya de 5.000 m llisos a l'aire lliure, Serraima (2023).
- Campiona de Catalunya W-55 de Trail, Canovelles (2023).
- 3a W-55 al campionat de Catalunya de cros, Sabadell (2023).
- Campiona absoluta femenina a la cursa de les 3 Viles, Premia de Mar (2024).
- Subcampiona de Catalunya W-55 de Trail, Sant Julia de Cerdanyola (2024).
- Campiona W-55 de 10 Km, Elche (2024).
- Subcampiona de Catalunya de 3.000 m llisos a l'aire lliure, Sabadell (2024).
- Subcampiona de Catalunya de 5.000 m llisos a l'aire lliure, Sabadell (2024).
- 2a classificada femenina absoluta a la cursa cooperativa, Sant Boi de Llobregat (2024).
- Campiona W-55 de Catalunya en la milla, Palau Solita i Plegamans (2024).
- Campiones absolutes del mon per equips W-55 de Trail, CanFranc (2024).
- Subcampiona de Catalunya de 3.000 m llisos en pista coberta W-55, Sabadell (2025).
- Subcampiona de Catalunya de 1.000 m llisos en pista al aire lliure, Granollers (2025).
- Subcampiona de Catalunya de Trail W-55, Lloret de Mar (2025).